# 1940

## Esdeveniments
Països Catalans
- 13 d'agost - 
  - La Baule (la Bretanya): la Gestapo deté el president de la Generalitat de Catalunya, Lluís Companys, que seria afusellat dos mesos després.[1]
  - Elx: S'innaugura el Museu Arqueològic d'Elx.[2]

Resta del món
- Berlín (Tercer Reich), és publica el Lexikon der Juden in der Musik (Lèxic dels jueus en la música), una obra antisemita pseudocientífica causa de la persecució i mort de centenars d'artistes llistats
- 23 de febrer - Estats Units: es produeix la primera aparició del personatge de ficció Lex Luthor, un dels pitjors enemics de Superman, creat per Jerry Siegel i Joe Shuster a Action Comics nº23.
- 27 de febrer - Berkeley (Califòrnia, EUA): Martin Kamen i Sam Ruben descobreixen el Carboni-14.
- 5 de març - la Unió Soviètica: membres del politburo signen una ordre per a l'assassinat de 40.000 polonesos (massacre de Katyn).
- 6 de març - Estats Units: es produeix la primera aparició del personatge de ficció Robin, el company juvenil de Batman al nº38 de Detective Comics, creat per Bob Kane, Bill Finger i Jerry Robinson.
- 12 de març - Moscou, Unió Soviètica: Signatura del Tractat de Moscou entre Finlàndia i la Unió Soviètica que marca la fi de la Guerra d'Hivern.
- 9 d'abril - Segona Guerra Mundial: Alemanya envaeix Dinamarca i Noruega.
- 24 d'abril - Estats Units: es produeix la primera aparició dels personatges del Joker i Catwoman a diferents històries incloses a Batman nº1, ambdós creats per Bill Finger i Bob Kane.
- 15 de maig - San Bernardino, Califòrnia, EUA: McDonald's obre el seu primer restaurant.
- 26 de maig - Dunkerque (França): Inici de la batalla de Dunkerque va ser una operació militar que va tenir lloc a Dunkerque, durant la Segona Guerra Mundial. La batalla es va lliurar entre els Aliats de la Segona Guerra Mundial i l'Alemanya Nazi. Com a part de la batalla de França al Front Occidental, la batalla va ser la defensa i l'evacuació de les forces britàniques i aliades a Europa del 26 de maig al 4 de juny de 1940.[3]
- 22 de juny - Compiègne (França): L'armistici i acord de cessament d'hostilitats entre les autoritats del Tercer Reich alemany i els representants de França. Va ser signat a Rethondes, al bosc de Compiègne.[4]
- 30 de juny - Chicago, Estats Units: es publica per primer cop la tira de còmic Brenda Starr, Reporter, de Dale Messick.[5]
- 3 de juliol - Atac a Mers-el-Kébir, també conegut com a Operació Catapulta va ser un atac realitzat a l'Algèria francesa quan un grup de la Royal Navy britànica destruí gran part de la flota francesa allà ancorada.[3]
- agost - Taizé, França: Roger Schutz inicia la Comunitat de Taizé.
- 15 d'octubre - Estats Units: estrena de la pel·lícula The Great Dictator de Charles Chaplin.[6]
- 16 al 20 d'octubre - L'aiguat de 1940 fa més de 400 morts al nord-est de Catalunya.
- 23 d'octubre - Entrevista a Hendaia entre el General Franco i Adolf Hitler en la que li promet col·laborar amb una divisió de voluntaris (la Divisió Blava), però mantenint-se al marge de la Segona Guerra Mundial.[7]
- 20 de desembre - els Estats Units: Franklin D. Roosevelt pren possessió per tercera vegada del càrrec de president.

## Naixements
Països Catalans
- 2 de gener - Barcelona: Mercè Madolell, cantant catalana vinculada al moviment de la Nova Cançó a mitjans dels anys 60.[8]
- 5 de gener - Barcelona: Ignasi Riera, polític i escriptor (m. 2025).[9]
- 10 de gener - Bell-lloc d'Urgell, Pla d'Urgell: Joan Solà i Cortassa, lingüista català, Premi d'Honor de les Lletres Catalanes del 2009.
- 15 de gener - la Seu d'Urgell: Lluís Racionero i Grau, escriptor i urbanista, que escrigué en català i castellà (m. 2020).[10]
- 20 de gener - Manlleu: Josefa Contijoch, escriptora catalana.[11]
- 7 de febrer - Felanitx: Miquel Bauçà Rosselló, escriptor mallorquí.
- 12 de febrer - Barcelona: Robert Saladrigas i Riera, escriptor i periodista català.
- 15 de febrer - Eivissa: Catalina Bufí Juan, música i docent eivissenca impulsora del Conservatori (m. 2024).[12]
- 8 de març - Barcelona: Joan Albert Mijares i Grau, metge, Cirurgià ortopèdic i escriptor català.
- 5 de juny - Barcelona: Helena Valentí, escriptora catalana (m. 1990).[13]
- 15 de juny - Barcelona: Francesc Vendrell i Vendrell, diplomàtic català (m. 2022).
- 20 de juny - Barcelona: Josep Maria Benet i Jornet, dramaturg i guionista català.
- 28 de juny - València: José Sanchis Sinisterra, dramaturg i director teatral valencià.
- 1 de juliol - Vinaròs, Baix Maestrat: Carles Santos Ventura, artista valencià.[14]
- 3 de juliol - Barcelona: Laura Almerich, guitarrista catalana, coneguda per la seva relació artística amb Lluís Llach (m. 2019).[15]
- 4 d'agost - Moià: Josep Ruaix i Vinyet, sacerdot, gramàtic i escriptor català.
- 6 d'agost - Vilanova de Raò: Christiane Frenay, pintora, gravadora i dissenyadora gràfica rossellonesa.[16]
- 13 d'agost - Barcelona: Albert Jané i Riera, escriptor i lingüista, director de la revista Cavall Fort.[17]
- 24 d'agost - Barcelona: Colita, fotògrafa catalana (m. 2023).[18]
- 25 d'agost - Barcelona: Maria Teresa Ferrer i Mallol, historiadora medievalista catalana (m. 2017).[19]
- 4 de setembre - el Masnou: Carme Giralt, mestra catalana que ha treballat per a la coeducació, l'escoltisme laic i la política local.[20]
- 8 de setembre - Bergen, Països Baixos: Elly de Waard, poetessa neerlandesa.[21]
- 10 de setembre, 
  - Barcelona: Joaquim Soler i Ferret, escriptor i crític literari, membre del col·lectiu Ofèlia Dracs.
  - Alacant: Cecilia Bartolomé, directora de cinema, guionista i productora valenciana.[22]
- 13 de setembre - Murten, Suïssa: Beatrice Nyffenegger, poetessa, narradora i traductora resident a Manresa des de 1963.[23]
- 8 d'octubre - Ferreries, Menorca: Maria Àngels Cardona i Florit, biòloga, ecologista i botànica menorquina (m. 1991).[24]
- 13 d'octubre - Sabadell, Vallès Occidental: Ramon Barnils, periodista català.
- 1 de novembre - Algaida, Mallorca: Gabriel Janer Manila, escriptor mallorquí.
- 4 de novembre - Barcelona: Tomàs Alcoverro i Muntané, periodista especialitzat en l'Orient Pròxim.
- 6 de novembre - Barcelona: Clara Janés, traductora, assagista i poeta catalana, en llengua castellana.[25]
- 21 de novembre - Palma: Claudi Biern Boyd, productor, guionista i director de sèries d'animació, considerat el Walt Disney català (m. 2022).
- 26 de novembre - Lleida, el Segrià: Carles Hac Mor, escriptor català (m. 2016).
- 30 de novembre - València: Francesc Jarque Bayo, fotògraf valencià.
- 2 de desembre - Xàtiva, la Costera: Raimon, cantautor valencià.
- 5 de desembre - Simat de la Valldigna, la Safor: Maria del Carme Girau, cantant i compositora valenciana, membre de la Nova Cançó.[26]
- Mataró: Eduard Giménez i Gràcia, cantant líric.
- València: María Pilar Fumanal García, geomorfòloga que va tenir un paper essencial en el naixement i desenvolupament de la geoarqueologia al País Valencià
- Barcelona: Àngel Carbonell i Pera, clergue i escriptor.

Resta del món
- 4 de gener, Ganzhou, Jiangxi, Xina: Gao Xingjian, escriptor, pintor i dramaturg, Premi Nobel de Literatura de l'any 2000
- 9 de gener, Llemotges (França): Pierre Combescot, escriptor, periodista i crític musical francès, Premi Goncourt de l'any 1991 (m. 2017).
- 20 de gener, Nova York, Estats Units: Carol Heiss, patinadora artística sobre gel estatunidenca.[27]
- 5 de febrer, Coira, Suïssa: H.R. Giger, artista gràfic i escultor suís (m. 2014).
- 7 de febrer, Nagoya, Aichi, Japó: Toshihide Maskawa, físic japonès, Premi Nobel de Física de l'any 2008.
- 9 de febrer, Ciutat del Cap, Sud-àfrica: John Maxwell Coetzee, escriptor Premi Nobel de Literatura de 2003.
- 3 de març, Madrid: Andrea Pascual Barroso, periodista castellana, especialista en el pintor català Pere Borrell del Caso.[28]
- 6 de març, Carcassona, França: Claudi Martí, cantautor i un dels màxims exponents de la Nova Cançó occitana.[29]
- 7 de març, Tallahassee, Florida: artista estatunidenca, dedicada a la instal·lacions, vídeo, performances... (m. 2019).[30]
- 18 de març, París: Arlette Laguiller, política francesa, primera dona a França a presentar-se candidata a la Presidència de l'Estat.[31]
- 20 de març, Elkins Park, Pennsylvania, Estats Units: Mary Ellen Mark, fotògrafa americana (m. 2015).[32]
- 25 de març, Busto Arsizio, Llombardia: Mina, cantant italiana.[cal citació]
- 26 de març, Baltimore, Maryland: Nancy Pelosi, política americana i 60a Presidenta de la Cambra de Representants dels Estats Units.[33]
- 29 de març, Salvador, Bahia: Astrud Gilberto, cantant brasilera de bossa nova, samba i jazz.[34]
- 1 d'abril, Nyieri, Kenya: Wangari Maathai, activista política i ecologista kenyana, Premi Nobel de la Pau del 2004 (m. 2011).[35]
- 12 d'abril, Chicago, Estats Units: Herbie Hancock, pianista de jazz, compositor i actor.[36]
- 13 d'abril, Niça, França: Jean-Marie Gustave Le Clézio: escriptor francès, Premi Nobel de Literatura del 2008.[37]
- 15 d'abril, Bronx, Nova York: Marian Zazeela, «artista de la llum», dissenyadora, pintora i música.[38]
- 16 d'abril, Copenhaguen (Dinamarca): Margarida II de Dinamarca, reina de Dinamarca[39]
- 17 d'abril, Berlín: Anja Silja, soprano alemanya.[40]
- 18 d'abril, Kingstree, Carolina del Sud (EUA): Joseph Leonard Goldstein, bioquímic i genetista nord-americà, Premi Nobel de Medicina o Fisiologia de l'any 1985.[41]
- 20 d'abril, Madrid: Pilar Miró, reconeguda directora de cinema i realitzadora de televisió (m. 1997)[42]
- 29 d'abril, Nova York, EUA: Peter A. Diamond, economista estatunidenc, Premi Nobel d'Economia de l'any 2010.[43]
- 7 de maig, Eastbourne: Angela Carter, novel·lista i periodista anglesa (m. 1992).[44]
- 24 de maig, Leningrad, Unió Soviètica: Joseph Brodsky, poeta, Premi Nobel de Literatura de l'any 1987 (m. 1996).[45]
- 28 de maig, Dalkey: Maeve Binchy, escriptora i periodista irlandesa en llengua anglesa (m. 2012).[46]
- 1 de juny, Soportújar, Granada: Elisa Pérez Vera, jurista espanyola, catedràtica, magistrada del Tribunal Constitucional.[47]
- 5 de juny, Alboraia, Horta Nord: Aurora Valero Cuenca, pintora i professora d'universitat valenciana.
- 7 de juny, Treforest, Glamorganshire, Gal·les (Regne Unit): Thomas John Woodward, més conegut pel seu nom artístic Tom Jones, cantant britànic.[48]
- 8 de juny, Jersey City, (EUA)ː Nancy Sinatra, cantant i actriu.[49]
- 17 de juny, New Haven, Connecticut (EUA): George Akerlof, economista, Premi Nobel d'Economia de 2001.[50]
- 20 de juny, Buenos Aires: Mario Paoletti, escriptor, periodista i literat resident a Toledo, Espanya.
- 26 de juny, Nova York: Lucinda Childs, ballarina, actriu i coreògrafa de dansa postmoderna, que ha renovat l'escena contemporània.[51]
- 28 de juny, Chittagong, Bangladesh: Muhammad Yunus, economista bengalí, fundador del Grameen Bank, Premi Nobel de la Pau del 2006.[52]
- 3 de juliol, Saint Louis: Fontella Bass, cantant de R&B
- 6 de juliol, Txemolgan, RSS del Kazakhstan: Nursultan Nazarbàiev, president del Kazakhstan.
- 7 de juliol, Liverpool, Merseyside, Anglaterra: Richard Starkey, conegut com a Ringo Starr, músic de rock anglès, bateria de The Beatles.
- 10 de juliol, Corpus Christi, Texas, EUA: Helen Donath, soprano estatunidenca amb una carrera artística d'uns 50 anys.[53]
- 17 de juliol, Atenes: Marina Karella, reconeguda pintora grega.[54]
- 25 de juliol, Ciutat de Mèxic: Lourdes Grobet Argüelles, fotògrafa mexicana contemporània.[55]
- 27 de juliol, Solingen, Rin del Nord-Westfàlia, Tercer Reich: Pina Bausch, ballarina i coreògrafa alemanya.[56]
- 31 de juliol, Zúric: Fleur Jaeggy, escriptora suïssa en llengua italiana.[57]
- 1 d'agost - Casablanca: Frida Boccara, cantant francesa (m. 1996).[58]
- 19 d'agost, Montevideo: Pelusa Vera, actriu uruguaiana, una de les figures de més relleu del teatre i la televisió de l'Uruguai.[59]
- 23 d'agost, Milwaukee, Wisconsin (EUA): Thomas Arthur Steitz, químic nord-americà, Premi Nobel de Química de 2009 (m. 2018).[60]
- 1 de setembre, Lillebone (França): Annie Ernaux, escriptora francesa.[61]
- 5 de setembre, Chicago: Raquel Welch, actriu nord-americana (m. 2023).
- 3 de setembre, 
  - Montevideo: Eduardo Galeano, periodista i escriptor uruguaià.[62]
  - Exmouth, Devon, Anglaterra: Pauline A. Collins, actriu anglesa.[63]
- 6 de setembre, Viena, Àustriaː Eva Lootz, escultora austríaca resident a Madrid.[64]
- 11 de setembre, Newark (Nova Jersey), EUA: Brian de Palma, director de cinema estatunidenc.
- 13 de setembre, Heredia, Costa Rica: Óscar Arias, politòleg i economista, President de Costa Rica, Premi Nobel de la Pau de 1987.
- 22 de setembre, 
  - Vitòria: Teresa Mendizabal, física, professora del CSIC, investigadora centrada en l'erosió del sòl i la desertificació.[65]
  - Solbjerg, Dinamarca: Anna Karina, actriu, directora, escriptora i cantant francesa d'origen danès (m. 2019).[66]
  - Dailian (Xina): Li Zhensheng (xinès: 李振盛)) va ser un fotoperiodista xinès que va capturar algunes de les imatges més rellevants de la Revolució Cultural de la Xina. (m. 2020).
- 27 de setembre, 
  - Fes, Marroc: Fàtima Mernissi, escriptora, sociòloga, feminista i activista marroquina (m. 2015).[67]
  - Sheffield: Josephine Barstow, soprano anglesa.[68]
- 9 d'octubre, Liverpool, Merseyside, Anglaterra: John Winston Ono Lennon, conegut com a John Lennon, músic de rock anglès, membre de The Beatles (m. 1980).[69]
- 15 d'octubre, Brisbane, Queensland, Austràlia: Peter Charles Doherty, immunòleg, Premi Nobel de Medicina o Fisiologia de 1996.
- 4 de novembre, Alger: Marlène Jobert, actriu i escriptora francesa.[70]
- 16 de novembre, Jaca, Osca: Maria Josefa Yzuel, pionera en el camp de l'òptica, tant en l'àmbit nacional com internacional.[71]
- 17 de novembre, Rio de Janeiro: Iranette Ferreira Barcellos, cantant de samba i actriu brasilera de l'Escola de Samba Portela.[72]
- 18 de novembre, Argentina: Susana Ruiz Cerutti, advocada, diplomàtica i política que fou Ministra d'Afers Exteriors argentina.[73]
- 22 de novembre,Medicine Lake, Minnesota (EUA): Terry Gilliam, actor i director de cinema d'origen estatunidenc, membre del grup Monty Python.[74]
- 27 de novembre, San Francisco, Califòrnia, EUA: Bruce Lee, actor de cinema i expert en arts marcials estatunidenc d'origen xinès, Kowloon, Hong Kong)
- 1 de desembre, Montpeller: Elena Mandroux, metgessa i política socialista francesa, alcaldessa de Montpeller de 2004 fins a 2014.[75]
- 12 de desembre, East Orange, Nova Jersey: Dionne Warwick, cantant nord-americana de soul i pop.[76]
- 21 de desembre, Baltimore, Maryland (EUA): Frank Zappa, guitarrista i compositor (m. 1993).[77]
- 23 de desembre, Saint Albans, Regne Unit: Margaret Bent, musicòloga, professora universitària i investigadora musical.[78]
- 26 de desembre, Glens Falls, Nova York (EUA): Edward C. Prescott, economista estatunidenc, Premi Nobel d'Economia de 2004.
- 29 de desembre, Essen: Brigitte Kronauer, escriptora alemanya (m. 2019).[79]

## Necrològiques
Països Catalans
- 4 de febrer - Barcelona: Àurea Rosa Clavé i Bosch, professora i compositora catalana (n. 1856).[80]
- 29 de març - Barcelona: Àngela Graupera i Gil, escriptora de novel·les rosa, infermera, conferenciant, activista social i la primera corresponsal de guerra femenina d'Espanya (n. 1876).[81]
- 27 d'abril - Barcelona: Joaquim Mir i Trinxet, pintor català (n. 1873).[82]
- 22 d'agost - Toledo: Isidre Gomà i Tomàs, bisbe, cardenal i escriptor català (n. 1869).
- 15 de setembre - Barcelona: La Monyos, personatge icònic de la ciutat.[83]
- 15 d'octubre - Castell de Montjuïc, Barcelona: Lluís Companys, president de la Generalitat de Catalunya afusellat després d'un judici sumaríssim militar sense garanties processals.
- 13 de novembre - Sant Adrià de Besòs: Inés Jiménez Lumbreras, última dona republicana de la Presó de les Corts de Barcelona víctima de la repressió franquista (n. 1915 o 1916).[84]
- 19 de desembre - Barcelona: Joan Viladomat i Massanas, músic català (n. 1885).

Resta del món
- 6 de gener, 1840, Londres, Anglaterraː Fanny Burney, novel·lista i dramaturga anglesa (n. 1752).[85]
- 27 de gener, Presó de Lubianka, Moscou: Isaac Bàbel, escriptor rus (n. 1894).
- 5 de març, Hong Kong, Commonwealth: Cai Yuanpei, pedagog i intel·lectual xinès (n. 1868).[86]
- 13 de març, Compenhagen: Gustav Frederik Holm, oficial naval.
- 16 de març, Mårbacka, Suècia: Selma Lagerlöf, escriptora sueca, Premi Nobel de Literatura de 1909 (n. 1858).[87]
- 26 de març, Augsburg: Helene Böhlau, escriptora alemanya (n. 1859).[88]
- 31 de març, Viena: Marie Egner, pintora austríaca.[89]
- 15 de maig, Eibergen, Berkelland: Menno ter Braak, escriptor, assagista i crític literari antifeixista neerlandès.
- 20 de maig, Övralid, Suècia: Verner von Heidenstam, escriptor suec, Premi Nobel de Literatura de l'any 1916 (n. 1859).[90]
- 24 d'abril, Estocolm: Fanny Brate, pintora sueca (n. 1862).[91]
- 26 d'abril, Heidelberg, Baden-Württemberg, Alemanya: Carl Bosch, químic i enginyer alemany guardonat amb el Premi Nobel de Química l'any 1931 (n. 1874).[92]
- 27 d'abril, Betlem: Karimeh Abbud, fotògrafa professional i artista palestina, de les primeres fotògrafes al món àrab.[93]
- 28 d'abril, Milà (Itàlia): Luisa Tetrazzini, soprano italiana, una de les més cèlebres de la seva generació (n. 1871).[94]
- 10 de juny, Londres (Anglaterra): Marcus Garvey, Jr., heroi nacional de Jamaica, fou un editor, periodista, empresari, nacionalista negre, panafricanista (n. 1887).[3]
- 17 de juny, Bourne End, Buckinghamshire (Anglaterra): Arthur Harden, bioquímic britànic, Premi Nobel de Química de 1929 (n. 1865).[95]
- 20 de juny, camp de batalla, durant la Segona Guerra Mundial als voltants de Saumur. Jehan Alain, compositor i organistafrancès (n. 1911).[96]
- 29 de juny, Muralto (Suïssa): Paul Klee, pintor suís (n. 1879).[97]
- 2 de juliol: Bertram Shapleigh, compositor estatunidenc interessat en la cultura asiàtica.
- 16 de juliol, Londresː Ray Strachey, sufragista i assagista anglesa que lluità per la igualtat de drets de les dones (n. 1887).[98]
- 13 d'agost, Cambridge, Anglaterraː Emma Turner, ornitòloga i fotògrafa d'ocells anglesa (n. 1867).[99]
- 21 d'agost, Coyoacán, Mèxic: Lev Trotski, polític i revolucionari marxista (n. 1879).[3]
- 22 d'agost, St. Andrews (Nova Brunswick): Mary Vaux Walcott, artista i naturalista, pintora de flors de plantes silvestres (n. 1860).[100]
- 30 d'agost, Cambridge, Anglaterra: Joseph John Thomson, físic anglès, Premi Nobel de Física 1906, descobridor de l'electró (n. 1856).[101]
- 7 de setembre: Edmund Rumpler, dissenyador d'automòbils i aeronaus austríac.
- 25 de setembre, Nova York, Estat de Nova York: Marguerite Clark actriu de teatre i cinema mut estatunidenca (n. 1883).[102][103]
- 26 de setembre, Portbou: Walter Benjamin, assagista, crític literari, traductor i filòsof alemany, d'origen jueu, col·laborador de l'Escola de Frankfurt.
- 27 de setembre, Viena, Àustria: Julius Wagner-Jauregg, neuròleg i psiquiatre, Premi Nobel de Medicina o Fisiologia de 1927 (n. 1857).[104]
- 26 d'octubre, París: Olga Boznańska, pintora polonesa (n. 1865).[105]
- 3 de novembre, Montauban, França: Manuel Azaña Díaz, president del Govern Espanyol, 1931, 1933; i 1936), primer President de la II República Espanyola (1936 - 1939) (60 anys).
- 9 de novembre, Heckfield, Hampshire, Anglaterra: Neville Chamberlain, polític anglès, Primer Ministre del Regne Unit (1937-1940) (n. 1869).[106]
- 17 de desembre, Highgate Middlesex, Anglaterra: Alicia Boole Stott, extraordinària matemàtica amateur (n. 1860).[107]
- 21 de desembre, Hollywood, Califòrnia, EUA: Francis Scott Key Fitzgerald, escriptor estatunidenc (44 anys).[108]
- 22 de desembre, El Centro, Califòrnia, (EUA): Nathanael West (nom de naixement: Nathan Weinstein; novel·lista i guionistaestatunidenc pertanyent a la Generació perduda (n. 1903).[109]
- Marcel Granet, sinòleg i sociòleg francès